# Yelizaveta Chaikina
Yelizaveta Ivánovna Chaikina (en ruso: Елизаве́та Ива́новна Ча́йкина; 15 de agostojul./ 28 de agosto de 1918greg.-23 de noviembre de 1941), más conocida como Liza Chaikina, fue secretaria del comité clandestino de Penov del Komsomol del óblast de Kalinin, uno de los organizadores de los destacamentos partisanos soviéticos durante la Segunda Guerra Mundial y Heroína póstuma de la Unión Soviética (1942).

## Biografía
Yelizaveta Chaikina nació el 28 de agosto de 1918, en la pequeña localidad rural de Runo, situada en el actual raión de Peno del óblast de Tver en la RSFS de Rusia. Después de terminar la educación secundaria trabajó como jefa de lectura. Se afilió al Partido Comunista de la Unión Soviética en 1939. Ese mismo año fue elegida secretaria de comité del raión de Peno del Komsomol. En junio de 1941, fue enviada a los cursos regionales de trabajadores del partido y del Komsomol en la ciudad de Kalinin (actual Tver).
A partir del 14 de octubre de 1941, se convirtió en líder de un grupo partisano en el óblast de Kalinin. Bajo su liderazgo, el grupo tomó el control de pequeños asentamientos, asaltó puntos fuertes del Eje y reunió valiosa información de inteligencia militar en varias misiones de reconocimiento.
El 22 de noviembre de 1941, Liza Chaikina fue enviada a Peno con el propósito de descubrir el tamaño de la guarnición enemiga. De camino a Peno, llegó a la granja Krasnoye Pokatishche para visitar a una amiga, la oficial de inteligencia Marusya Kuporova, donde fue vista por el praepostor que informó a los alemanes. Los alemanes irrumpieron en la casa de Kuporova, dispararon a los miembros de la familia Kuporova y tomaron prisionera a Chaikina. Posteriormente, Chaikina fue llevada a Peno, donde fue brutalmente torturada, se negó a dar información sobre el paradero de la unidad partisana que dirigía y fue fusilada el 23 de noviembre de 1941.

## Condecoraciones
Por el heroísmo y coraje mostrado en la lucha partisana en la retaguardia contra el invasor fascista, Chaikina fue nombrada póstumamente Héroe de la Unión Soviética el 6 de marzo de 1942 por decreto del Presídium del Sóviet Supremo de la Unión Soviética. El barco alemán Heinrich Arp pasó a llamarse SS Liza Chaikina en 1947. Más tarde, otros barcos de la Unión Soviética y Rusia también fueron nombrados en su honor.
Además varias empresas, escuelas, escuadrones del Movimiento de Pioneros y muchas calles de diversas ciudades de la Unión Soviética fueron nombrados en su honor. En su ciudad natal de Tver hay un museo de la gloria del Komsomol que lleva su nombre. En el asentamiento de tipo urbano de Peno se instaló un busto de Liza Chaikina. Su retrato apareció en un sello postal soviético de 1969 y en un sobre de 1978 (ambos en la foto).

### Listas relacionadas
- Lista de heroínas de la Unión Soviética